# Franck Médioni
 (mars 2015).
Franck Médioni est un journaliste et écrivain français, né le 1er février 1970 à Sens.

## Biographie

### Formation
Diplômé de l’École supérieure de journalisme de Paris, Franck Médioni est titulaire d’une maîtrise d’ethnologie (université Paris VII).

### Carrière
Journaliste et écrivain, il a collaboré à différentes publications : Jeune Afrique, Tribune juive, La Croix, Politis, Passages, Guitarist Magazine, Keyboards Magazine, Les Inrockuptibles, Marianne, Les Cahiers du jazz, Improjazz.
Il collabore à Jazz magazine de 1995 à 2009. Producteur de l'émission Jazzistiques sur France Musique de 1995 à 2014, il a été animateur de Jazz à FIP, de 2003 à 2010, et collaborateur de France Culture.
Sur France Musique, il a animé des nuits spéciales consacrées à de grandes figures du jazz (John Coltrane, Charlie Parker, Miles Davis, Django Reinhardt, Charles Mingus, Chet Baker, Thelonious Monk, Jimi Hendrix, Wayne Shorter, Ornette Coleman, Michel Portal).

## Publications
- Saveurs de cigare, éditions du Garde-Temps, 1998[1]
- Plaisirs de cigare, éditions Eden, 2000[1]
- Albert Cohen, éditions Gallimard, coll. « Folio Biographies », 2007[1]
- Martial Solal. Ma vie sur un tabouret, préface d'André Hodeir, Actes Sud, 2008[1] Prix spécial du jury du prix des Muses 2009
- Joëlle Léandre. À voix basse, préface de Philippe Fénelon, éditions MF, 2008[1] Coup de cœur de l'académie Charles-Cros 2008
- Le Goût du jazz, Le Mercure de France, 2009
- Le Goût de la poésie amoureuse, Le Mercure de France, 2010[1]
- Jimi Hendrix, Gallimard, coll. « Folio Biographies », 2012[4]
- Le Goût de l’humour juif, Le Mercure de France, 2012[1]
- Le Goût des haïku, Le Mercure de France, 2012[1]
- George Gershwin, Gallimard, coll. « Folio Biographies », 2014[2] Coup de cœur du prix des Muses 2015
- Le Goût de la poésie française, Le Mercure de France, 2014
- Le Goût du judaïsme, Le Mercure de France, 2015
- Le Goût du bouddhisme, Le Mercure de France, 2015
- Carlo Goldoni, Gallimard, coll. « Folio Biographies », 2015[2]
- Sonny Rollins, le souffle continu, postface de Jean-Louis Chautemps, Éditions MF, 2016
- Le Goût de l’humour, Le Mercure de France, 2016
- Sounds of surprise, le jazz en 100 disques, éditions Le mot et le reste, 2017
- L'Humour juif expliqué à ma mère, préface de Boris Cyrulnik, postface de Florient Azoulay, éditions Chiflet & Cie, 2017
- John Coltrane, l'amour suprême, préface d'Archie Shepp, postface de Zéno Bianu, éditions Le Castor astral, 2018[2]
- Dreaming drums, le monde des batteurs de jazz, avec le photographe Christian Ducasse, préface de Jacques Réda, éditions Parenthèses, 2018
- Daniel Humair. À bâtons rompus, préface de Francis Marmande, éditions MF, 2018
- Une histoire du bebop, avec le dessinateur Louis Joos, préface de René Urtreger, éditions du Layeur, 2020[5]
- Miles Davis, Gallimard, coll. « Folio Biographies », 2022
- À cordes et à cris, entretiens avec Henri Texier, préface de Francis Marmande, postface de Joe Lovano, Continuité du torrent, 2022
- Mystère Monk, Seghers, 2022[6],[7] Prix André Manoukian 2022
- Michel Petrucciani, le pianiste pressé, préface de Fara C, postface de Charles Lloyd, éditions de l'Archipel, 2024
- Le Nom du son, une anthologie jazz et poésie, avec Tom Buron, postface de Jacques Réda, éditions Le Castor astral, 2024

### En collaboration
- Collectif, Jazz en suite, ill. Guy Le Querrec et Tony Soulié, éditions du Garde-Temps/France Inter, 2000[1]
- Collectif, Albert Ayler, témoignages sur un holy ghost, préface d'Archie Shepp, éditions Le mot et le reste, 2010[5]
- Dir., Les Mots de la musique, 222 musiciens du XXe siècle par 222 écrivain, ill. Philippe Cognée, éditions Fayard, 2024
- Le Souffle Portal (entretiens avec Michel Portal), éditions Frémeaux & Associés, 2025

### Livres d’artiste
- La Voie des rythmes, avec le peintre et batteur Daniel Humair, éditions Virgile, 2012[1]
- Compagnons,  avec le clarinettiste et photographe Louis Sclavis, éditions Virgile, 2018
- Traces,  avec le peintre Richard Texier, éditions Bernard Dumerchez, 2024

### Jeunesse - éditions À dos d’âne
- Louis Armstrong, enchanter le jazz, ill. Michel Backès, 2013[1]
- Django Reinhardt, le jazz dans les nuages, ill. Julia Perrin, 2015
- Miles Davis, le prince du jazz, ill. Tristan Soler, 2016[8],[9]
- Woody Allen, le cinéma dans tous ses états, ill. Mathieu de Muizon, 2017
- La Vie d'artiste, 4 histoires du droit d'auteur, ill. Mathieu de Muizon, 2019

### Traduction
- James Gavin, La Longue Nuit de Chet Baker (biographie), éditions Denoël/Joëlle Losfeld, 2008[1]

## Discographie
- Ascension, tombeau de John Coltrane (avec Denis Lavant, Sylvain Kassap, Claude Tchamitchian et Ramón López), Rogue-Art, 2009[1]

## Filmographie
- Charlie Parker - Bird Songs de Jean-Frédéric Thibault, diffusé sur Arte en 2021 (participation)